# براين راندل
براين راندل (بالإنجليزية: Brian Randle)‏ مواليد 8 فبراير 1985 في بيوريا، هو لاعب كرة سلة أمريكي بدأ مسيرته الاحترافية في سنة 2008.. يبلغ طوله 6 قدم 8 بوصة (2.0 م). لعب كرة السلة الجامعية في جامعة إلينوي في إربانا-شامبين.

## إحصائيات المسيرة

### الدوري الأوروبي
| السنة   | الفريق                   | لعب | بدأ | دقيقة | ميداني% | ثلاثية | حرة  | ارتداد | صنع | استلاب | تصدي | نقطة | أداء |
| ------- | ------------------------ | --- | --- | ----- | ------- | ------ | ---- | ------ | --- | ------ | ---- | ---- | ---- |
| 2012–13 | ألبا برلين               | 2   | 0   | 13.9  | .250    | .000   | .500 | 4.0    | .0  | .0     | .5   | 3.0  | 2.0  |
| 2014–15 | مكابي تل أبيب لكرة السلة | 25  | 25  | 28.7  | .595    | .240   | .655 | 5.6    | 2.0 | 1.5    | 1.2  | 12.0 | 15.4 |
| المسيرة |                          | 27  | 25  | 27.6  | .583    | .240   | .645 | 5.4    | 1.9 | 1.4    | 1.2  | 11.3 | 14.4 |

## روابط خارجية
- براين راندل على موقع الدوري الأوروبي لكرة السلة (الإنجليزية)
- براين راندل على موقع كرة السلة الأوروبية.كوم (الإنجليزية)
- براين راندل على موقع DraftExpress.com (الإنجليزية)
- براين راندل على موقع كلية كرة السلة في سبورتس رفرنس.كوم (الإنجليزية)
- براين راندل على موقع ريلجم (الإنجليزية)
- براين راندل على موقع بروبوليرز (الإنجليزية)
- براين راندل على موقع سبورتس رفرنس (الإنجليزية)
- براين راندل على موقع سبورتس رفرنس (الإنجليزية)